# EniChem Elastomeri
EniChem Elastomeri S.r.l. era una società italiana del gruppo EniChem, che operava nel settore chimico attiva nella produzione e nella vendita di prodotti chimici e parachimici per l'industria ovvero materie prime per prodotti in gomma (elastomeri e polimeri speciali).

## Storia
EniChem Elastomeri nasce nel 1991 ricevendo dalla capogruppo le attività di produzione del butadiene, gomma stirene, lattice, polibutadiene CIS, gomma acrilica. Nello stesso anno è riuscita a produrre 800 000 tonnellate di gomme e lattici, ha realizzato vendite per circa mille miliardi e ha occupato 3.200 dipendenti. Ha anche acquisito la società belga Distugil S.A., produttore di policloroprene.

### Il confluimento in Enimont
EniChem conferirà le attività della controllata EniChem Elastomeri alla neonata società Enimont (joint-venture tra Eni e Montedison). In seguito allo scandalo e al fallimento di quest'ultima (1991), le attività ritorneranno interamente sotto il controllo dell'EniChem.

### Incorporazione in EniChem Società di Partecipazioni S.r.l.
Nel 1992 viene ventilata l'ipotesi di una quotazione in Borsa, mai avvenuta, il 1º novembre 1997 è stata incorporata in EniChem Società di Partecipazioni S.r.l., che ha conferito il suo settore di attività a Polimeri Europa S.p.A..